# Ivan Kotxerguin
Ivan Kotxerguin (rus: Иван Васильевич Кочергин)  (Kàmensk-Xàkhtinski, 29 de desembre de 1935 - Rostov del Don, 30 de maig de 2015) fou un lluitador rus, especialista en lluita grecoromana, que va competir sota bandera soviètica durant les dècades de 1960 i 1970.
El 1960 va prendre part en els Jocs Olímpics de Roma, on fou cinquè en la prova del pes mosca del programa de lluita grecoromana. Vuit anys més tard, als Jocs de Ciutat de Mèxic guanyà la medalla de bronze en la categoria del pes gall del programa de lluita grecoromana. En el seu palmarès també destaca una medalla d'or al Campionat d'Europa de lluita de 1968, quatre títols nacionals del pes mosca i un del pes gall.